# Montagsklub
Der Berliner Montagsklub (auch: Der Klubb, Montags-Klubb, Montagsgesellschaft; später: Montagsklub) ist einer der ältesten geselligen bürgerlichen Vereine in Berlin. Die heute gängige Schreibweise ist „Der Berliner Montagsclub“.

## Geschichte
Gegründet wurde der Montagsklub im Oktober 1749 durch den Schweizer Geistlichen Johann Georg Schulthess, der die Idee zu dieser Vereinsgründung aus seiner Heimat mitbrachte.
Der Verein, der sich anfangs nur „Der Klubb“ nannte, nahm bald zusätzlich den Versammlungstag in seinen Namen auf. Dass der Verein nicht an die Person Schulthess gebunden war, sondern seinen Platz in der Berliner Bürgerschaft gefunden hatte, zeigte sich, als Schulthess zwei Jahre später Berlin wieder verließ. Der Montagsklub arbeitete weiter, die Mitglieder trafen sich regelmäßig montags, zuerst in verschiedenen Restaurationen, ab 1789 im „Englischen Haus“, einem Gesellschaftslokal in der Mohrenstraße 49, zum geselligen Austausch über alle Gebiete der Wissenschaft und Künste.
Der Montagsklub verstand sich nicht als wissenschaftliche Vereinigung, Lesegesellschaft oder Salon, sondern als Stätte einer „freien heiteren Conversation“ geistesverwandter Männer. Frauen war die Mitgliedschaft verwehrt.
In den 1750er Jahren entwickelte er sich mit dem Beitritt von Gotthold Ephraim Lessing und Friedrich Nicolai zu einem Zentrum der Berliner Aufklärung. Moses Mendelssohn war kein Mitglied. Im Mitgliederverzeichnis dieser Vereinigung ist er deshalb nicht aufgeführt. Mendelssohn war gläubiger Jude und hat auch an diesem Glauben festgehalten. Er hat aber oft an den Treffen des Montagsclubs teilgenommen.
Von Anbeginn an bot der Montagsklub ein Forum der Geselligkeit und Diskussion über Standes- und Berufsschranken hinweg. Staatsmänner, Juristen, Theologen, Philologen, Künstler, Mediziner, Literaten, Buchhändler trafen sich wöchentlich zu gemeinsamem Mahl und angeregter Unterhaltung. Da der Verein einer der ersten seiner Art war, setzte die Formalisierung seines Bestehens und Wirkens relativ spät ein. Erst 1787 wurden Statuten verfasst. Diesen Satzungen entsprechend wurden die Mitglieder durch Ballottement (Kugelung) mit höchstens einer Gegenstimme gewählt. Gäste konnten jederzeit eingeführt werden. Spiele – mit Ausnahme des Schachspiels – und Tabakrauchen waren verboten.
Seit 1787 wurde ein Gästebuch geführt. In den ersten 150 Jahren nahmen über 5000 Gäste an den Zusammenkünften teil, darunter Alexander von Humboldt, Johann Wolfgang von Goethe, Johann Gottlieb Fichte, Adelbert von Chamisso, Carl Friedrich Zelter, Carl Philipp Emanuel Bach und Georg Wilhelm Friedrich Hegel.
Im 19. Jahrhundert durchlief der Montagsklub einen deutlichen Wandel, indem der schichtenübergreifende Charakter, der die Anfangsphase geprägt hatte, zunehmend verschwand. Während der Anteil der Kaufleute und Gewerbetreibenden zurückging, stieg die Zahl hochgestellter Staatsbeamter und Militärs, damit einhergehend auch das Durchschnittsalter. Man traf sich nicht mehr so häufig im Klub, dafür öfter bei öffentlichen Festlichkeiten. Die Mitglieder waren zunehmend national-konservativ und staatstragend; die Zusammenkünfte waren dem rein geselligen Verkehr gewidmet. Zu allen Zeiten jedoch sollte die Unterhaltung auch der Belehrung dienen, war die freie Aussprache auf unbedingtes gegenseitiges Vertrauen gegründet.
Nach 1907 wurde das Prinz-Albrecht-Palais, ab Mitte der 1930er Jahre das Harnack-Haus zum Versammlungslokal. Im Zweiten Weltkrieg kam die Clubtätigkeit weitestgehend zum Erliegen, konnte ab 1949 jedoch neu belebt werden. Heute treffen sich die Mitglieder jeweils am ersten Montag im Monat mittags zum Essen und Disputieren. In den letzten Jahren besuchen die Mitglieder zudem regelmäßig mit ihren Partnerinnen Ausstellungen in Museen und Schlössern in Berlin und Umgebung.
Am 30. September 2024 hat der Club sein 275-jähriges Jubiläum begangen. Den Festvortrag hat Prof. Dr. Dr. h. c. mult. Horst Möller aus München gehalten. Die Veranstaltung fand im Nicolaihaus in der Brüderstraße 13 in Berlin-Mitte statt.

## Struktur und Organisation
Der Montagsklub war nie ein eingetragener Verein. Er besaß auch zu keiner Zeit ein eigenes Haus.
Die Zusammenkünfte wurden durch den „Senior“ – das Mitglied, das dem Klub am längsten angehörte – geleitet. Neben dem Senior dirigierten weitere „Beamte“, der sogenannte „engere Ausschuss“, die Clubgeschäfte, dazu gehörten ein Subsenior, ein Rechnungsführer, ein Sekretär und ein Archivar. Vierteljährlich fanden Generalversammlungen statt, in denen Vereinsinterna besprochen wurden. Jährlich wurde das Stiftungsfest gefeiert.
Der Klub finanzierte sich über Mitgliedsbeiträge. Finanzielle Überschüsse ließ der Verein regelmäßig wohltätigen Zwecken zukommen, so beispielsweise 1806 der Armenspeisung, 1807 der Bekleidung armer Schulkinder, 1811 den Opfern des Königsberger Stadtbrandes und 1813 den durch den Krieg verarmten Bewohnern der Kurmark; weiterhin den Witwen und Waisen verschütteter Bergleute der Grube Gontay bei Aachen, den durch Überschwemmungen von Oder und Elbe oder durch Sturmfluten an der Ostsee Betroffenen; daneben finden sich Spenden für patriotische Zwecke, z. B. für den Kölner Dombau, für die Invaliden der Befreiungskriege. 1806 wurden „500 Thaler zur Befriedigung der französischen Kontributionen für das Vaterland geopfert“. 2017 stiftete der Club 5.000 € für den Wiederaufbau des Berliner Schlosses für die Fassade Schlüterhof Nord.
Nach dem Zweiten Weltkrieg findet nur noch einmal im Jahr eine Mitgliederversammlung statt, nicht mehr vierteljährlich wie früher. Weiterhin wird das Stiftungsfest gefeiert, im Allgemeinen am ersten Montag jeden neuen Jahres, wozu auch die Partnerinnen der Mitglieder eingeladen werden. Die Zusammenkünfte, denen früher der Senior vorstand, werden seit einigen Jahrzehnten vom jeweiligen Sprecher des Vereins geleitet. Die Kasse verwaltet ein Schatzmeister.
Das Vereinsarchiv ist verschollen; auch ist nichts über den Verbleib der vom Klub angelegten Bildergalerie ihrer Mitglieder bekannt.

## Verbindungen zu anderen Vereinen
Der Montagsklub war fest eingebunden in das gesellige Berliner Netzwerk. So gab es zahlreiche personelle Überschneidungen zwischen dem Montagsklub und beispielsweise der Geheimen Mittwochsgesellschaft der Aufklärer (1783–1798), der Gesellschaft der Freunde der Humanität (1797–1861), der Philomatischen Gesellschaft (1800–1828), der 1806 gegründeten Gesetzlosen Gesellschaft (ab 1826 Die Zwanglose), der 1809 gegründeten Gesetzlosen Gesellschaft (Nr. 2), der Gesellschaft naturforschender Freunde (seit 1773), der Christlich-deutschen Tischgesellschaft (ab 1811), dem Schachclub (seit 1803), der Preußischen Haupt-Bibelgesellschaft (ab 1814) und den Freimaurerlogen.

## Mitglieder (chronologisch, Auswahl)
In den ersten zehn Jahren war die Mitgliederzahl auf 24 beschränkt; ab 1809 wurde sie auf 30 erhöht. Heute gibt es keine Beschränkung der Mitgliederzahl, doch wird die Zahl 30 nicht überschritten.
Die Jahresangaben hinter den folgenden Personen zeigen die Dauer der Mitgliedschaft an.
- Johann Georg Schulthess, 1749–1750
- Johann Georg Sulzer, 1749–1763
- Karl Wilhelm Ramler, 1749–1798
- Johann Friedrich Agricola, 1750–1768
- Johann Joachim Quantz, 1751–1764
- Gotthold Ephraim Lessing, 1752–1761
- Christoph Friedrich Nicolai, 1756–1811
- Johann Heinrich Wlömer, 1762–1778
- Johann Christian Anton Theden, 1768–1797
- Otto Nathanael Baumgarten, 1772–1792
- Johann Joachim Engel, 1775–1776
- Johann Abraham Caps, 1777–1797
- Johann Erich Biester, 1777–1816
- Friedrich Philipp Rosenstiel, 1778–1832
- Carl Ludwig von Oesfeld, 1778–1803
- Christian Wilhelm von Dohm, 1779–1786
- Johann III Bernoulli, 1780–1781
- Johann Carl Conrad Oelrichs, 1781–1798
- Johann Christoph von Wöllner, 1781–1792
- Carl Friedrich Leopold von Gerlach, 1781–1786
- Friedrich Wilhelm Utrecht, 1782–1797
- Wilhelm Abraham Teller, 1782–1803
- Johann Gottlieb Gleditsch, 1786–1786
- Friedrich Gedike, 1786–1803
- Ernst Ferdinand Klein, 1786–1810
- Johann Jacob Ferber, 1787–1790
- Johann Heinrich von Carmer, 1788–1792
- Johann Goercke, 1792–1822
- Dorotheus Friedrich Eberhard Ferdinand von Massenbach, 1793–1808
- Leopold Friedrich Günther von Goeckingk, 1793–1810
- Dietrich Ludwig Gustav Karsten, 1794–1810
- Sigismund Friedrich Hermbstädt, 1796–1833
- Martin Heinrich Klaproth, 1798–1815
- Johann Friedrich Unger, 1798–1804
- Philipp Karl Buttmann, 1798–1810
- Friedrich Parthey, 1799–1814
- Johann August Sack, 1799–1816
- Wilhelm Anton von Klewiz, 1799–1822
- Georg Ludwig Spalding, 1800–1810
- Carl Ludwig Willdenow, 1809–1812
- Wilhelm Uhden, 1809–1810
- Johann Friedrich Wilhelm Himly, 1811–1817
- Friedrich von Schuckmann, 1811–1832
- Ernst Ludwig Wlömer, 1811–1814
- Karl Asmund Rudolphi, 1811–1822
- Georg Jakob Decker, 1811–1818
- Friedrich August von Staegemann, 1811–1829
- Christian Friedrich Goedeking, 1811–1842
- Johann Wilhelm Süvern, 1814–1822
- Heinrich Friedrich Link, 1816–1851
- Carl Friedrich Zelter, 1816–1832
- Martin Hinrich Lichtenstein, 1816–1857
- Martin Gottlieb Deetz, nach 1817
- Leopold von Buch, 1818–1853
- Carl Karsten, 1820–1853
- Johann Gottfried Schadow, 1821–1832
- Karl Gottlieb Behrnauer, 1822–1831
- Albrecht Friedrich Eichhorn, 1822–1838
- Friedrich von Bärensprung, 1825–1841
- Johann Franz Encke, 1826–1864
- Ignaz von Olfers, 1829–1844
- Ludwig Samuel Bogislaw Kühne, 1831–1864
- Heinrich Gustav Magnus, 1835–1867
- Karl Lachmann, 1839–1851
- Karl Friedrich Wilhelm Dieterici, 1842–1859
- Heinrich Wilhelm Dove, 1842–1853
- Peter Christian Wilhelm Beuth, 1846–1853
- Friedrich Albert Immanuel Mellin, 1847–1859
- Georg Wilhelm von Raumer, 1851–1855
- Friedrich August Stüler, 1853–1862
- Karl Wilhelm Moritz Snethlage, 1857–1862
- Karl Richard Lepsius, 1859–1875
- Georg Hanssen, 1861–1869
- Cäsar von Dachröden, 1865–1880
- Albrecht Thaer, 1867–1871
- Paul Gustav Alexius Homeyer, 1867–1894
- Hermann von Helmholtz, 1871–1874
- August Heinrich Friedrich Drake, 1871–1880
- Heinrich von Stephan, ab 1874
- Karl Ludwig Friedrich Becker, ab 1875
- Karl Rudolf Eduard Droop, ab 1875
- Daniel Bernhard Hermann Körte, 1879–1890
- Max Heinrich Jordan, 1882–1895
- Hermann Kletke, vor 1886
- Leo von Caprivi, 1885–1888
- Bernhard von Richthofen, 1890–1895
- Karl Wilhelm Ludwig Aschenborn, 1891–1916
- Friedrich von Schulz-Hausmann, 1893–1925
- Richard Kurt Theophilus Schöne, 1906–1916
- Georg Friedrich Julius Hermann Bodo von Borries, 1906–1908
- Franz Schwechten, 1908–1924
- Walther Nernst, 1908–1941
- Otto Georg Bogislaf von Glasenapp, 1911–1928
- Karl Helfferich, 1915–1924
- Otto von Falke, 1916–1942
- Theodor Wiegand, 1920–1936
- Ernst von Borsig, 1924–1933
- Friedrich Schmidt-Ott, 1925–1956
- Hans Luther, 1931–1933
- Hans von Haeften, 1935–1937
- Julius Petersen, 1935–1941
- Arved Blomeyer, 1952–1995
- Max Werhahn, 1952–1996
- Adolf Greifenhagen, 1964–1985
- Kurt von Eicken, 1964–2007
- Stephan Waetzoldt, 1966–2000
- Otto von Simson, 1969–1993
- Hans Witzgall, 1973–2000
- Horst Elfe, 1976–2008
- Uwe Jessen, 1976–2008
- Hans Frädrich, 2000–2003
- Uwe Runge, 2002–2010
- Volkmar Strauch, 2008–2009
- Gerhard W. Becker, 1973–2012
- Hermann Freiherr von Richthofen, 1998–2021
- Gerd von Brandenstein, 2002–2023
- Walter Rasch, 2004–2023

## Druckschriften (chronologisch)
- Kalender des Montag Klubbs zu Berlin auf das Jahr 1789. Berlin 1789. 8°.
- Taschenbuch des Montag Klubbs zu Berlin als Manuskript für die Mitglieder und Freunde des Klubbs. Berlin 1789.
- Kalender des Montag Klubbs zu Berlin auf das Jahr 1798. Berlin 1798. 8°.
- Devisen bei der 50jährigen Jubelfeier des Montag-Clubbs d. 16. April 1798. Berlin 1798.
- Zur Feyer der 50jährigen Stiftung der Montags-Gesellschaft (Gedichte). Berlin 1798.
- Friedrich Gedike: An den Montagsklub bei seiner Jubelfeier den 16. April 1798. Parodie des Göthischen Liedes „Kennst Du das Land…“. Berlin 1798.
- Zur Feyer der 55jährigen Stiftung der Montags-Gesellschaft (Lieder). Berlin 1803.
- Montagslieder. Als die Montagsgesellschaft den 23. November den Geburtstag ihres Senioren I. E. Biester feierte. Berlin 1812. 8°.
- Neue Gesetze des Berlinischen Montags-Klubs vom 3. Januar 1814. Berlin 1814.
- Zur Feier der fünf und siebenzigjährigen Dauer des Montagclubs in Berlin. Am 18. October 1824. Berlin 1824.
- Kalender des Montags-Klubbs in Berlin. Berlin 1828.
- Fortsetzung des Verzeichnisses der Mitglieder des Montags-Klubbs als Ergänzung zum Kalender von 1828, Januar 1843. Berlin 1843.
- Friedrich Gustav Lisco: Der Montags-Klub. 1748. In: Ders.: Das Wohlthätige Berlin. Berlin 1846, S. 95f.
- Der Montags-Klub. Abgeschlossen am 29. October 1866. Verzeichnis der Mitglieder seit seinem Bestehen. Berlin 1866.
- Gustav Adolf Sachse, Eduard Droop (Hrsg.): Der Montagsklub in Berlin 1749–1899. Fest- und Gedenkschrift zu seiner 150sten Jahresfeier. Berlin 1899. [Mit Mitgliederverzeichnis der von 1749 bis 1898 eingetretenen Mitglieder.]
- Bericht über die 150jährige Gedenkfeier des Montagsklubs in Berlin am 23. Oktober 1899. Berlin 1900.
- Reinhold von Sydow: Der Montagsklub in Berlin in den Jahren 1899 bis 1924. Berlin 1924.
- Reinhold von Sydow: Der Montagsklub in Berlin 1899 bis 1924. Neudruck und Fortsetzung bis 1935. Berlin 1936. [Mit Mitgliederverzeichnis der von 1869 bis 1935 eingetretenen Mitglieder.]
- Friedrich Schmidt-Ott, Walter von Hagens: Der Montagsklub in Berlin 1899 bis 1955. Berlin 1955 [Separatdruck für die Mitglieder; mit Mitgliederverzeichnis der von 1869 bis 1955 eingetretenen Mitglieder.]
- Uta Motschmann: Der Berliner Montagsclub, Berlin 2024, 2. Auflage [Separatdruck für die Mitglieder; mit Mitgliederverzeichnis der von 1869 bis 2024 eingetretenen Mitglieder.]